# Tibanica – Primavera (estación)
La estación sencilla Tibanica – Primavera hará parte del sistema de transporte masivo de Bogotá llamado TransMilenio inaugurado en el año 2000.

## Ubicación
La estación estará ubicada en el sur de la ciudad, más específicamente sobre la Avenida Ciudad de Cali con Avenida Terreros, en el límite con el municipio de Soacha. Se accederá a ella a través de un cruce peatonal semaforizado ubicado sobre la Carrera 78C.
Atenderá la demanda de los barrios San Bernardino, San Diego, Villa Anny y sus alrededores. En las cercanías se encuentra el Humedal Tibanica.

## Origen del nombre
La estación recibe su nombre de Tibanica en cercanías al Humedal Tibanica, y Primavera en relación con el barrio Bosa La Primavera, ubicado en el costado occidental. Además, para la asignación del nombre se contó con la participación de la comunidad, quienes sugirieron como esperaban que fuera nombrada.

## Historia
El 15 de octubre de 2020, se adjudicó la construcción de la Troncal Avenida Ciudad de Cali. La troncal contará con 6 nuevas estaciones.

## Servicios de la estación

### Esquema
| ← Sur       |               |               |             |
| Carrera 78A | sin servicios | sin servicios | Carrera 78F |
|             | Vagón 1       | Vagón 2       |             |
| Carrera 78A | sin servicios | sin servicios | Carrera 78F |
| Norte →     |               |               |             |

## Ubicación geográfica
| Noroeste: Bosa   | Norte: Bosa | Nordeste: F Los Laureles |
| Oeste: Soacha    |             | Este: Bosa               |
| Suroeste: Soacha | Sur: Soacha | Sureste: Bosa            |